# Джерело «Демидова криниця»
Джерело «Демидова криниця» — гідрологічна пам'ятка природи місцевого значення.
Розташована на території Цибулівської сільської ради Гайсинського району Вінницької області. Оголошена відповідно до Рішення Вінницького облвиконкому від 18.08.1983 р. № 384.
Охороняється потужне глибоководне джерело ґрунтової води в міжгір'ї урочища «Маруньків сад», що має лікувальні властивості.

## Галерея

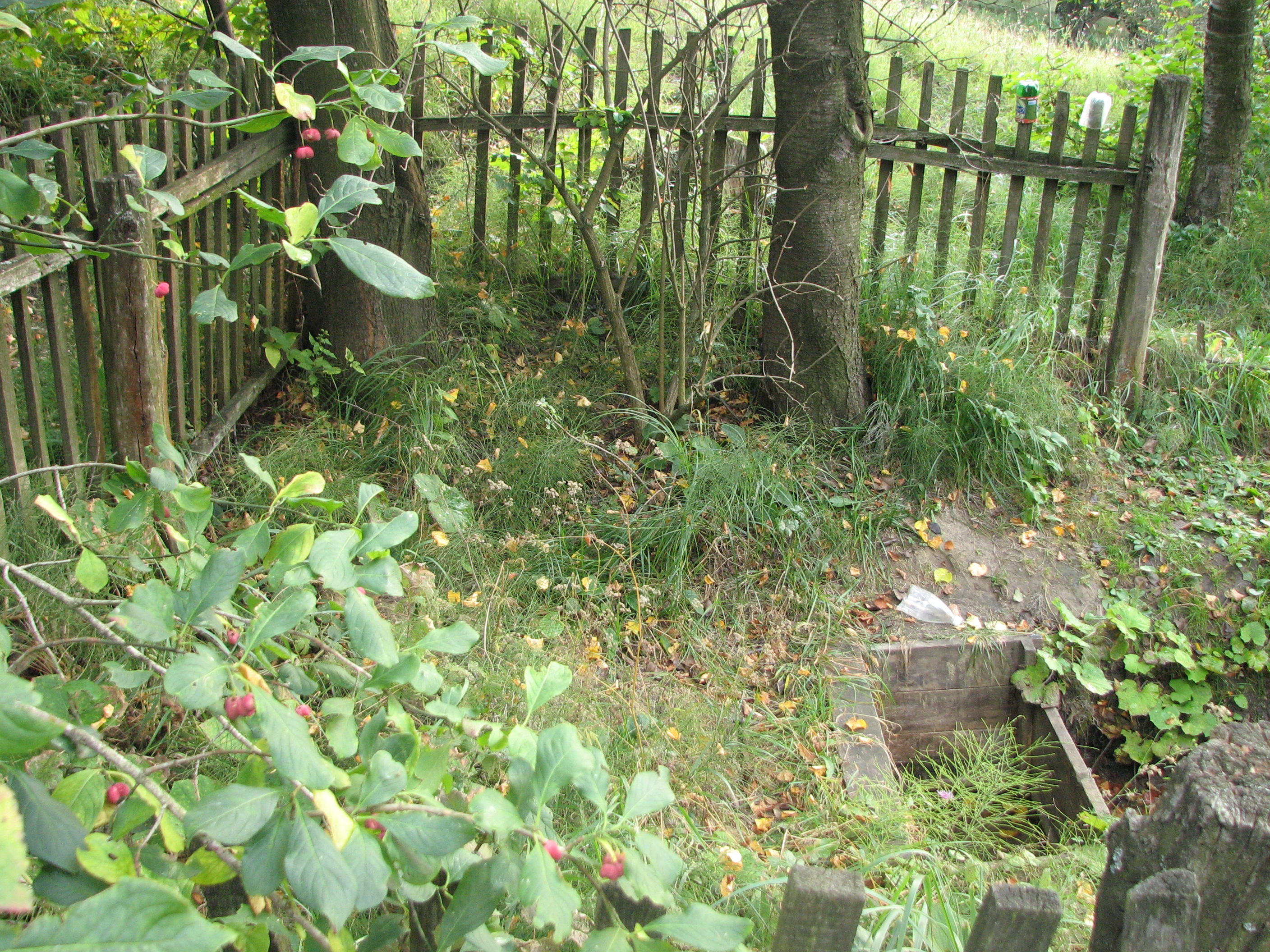
Демидова криниця
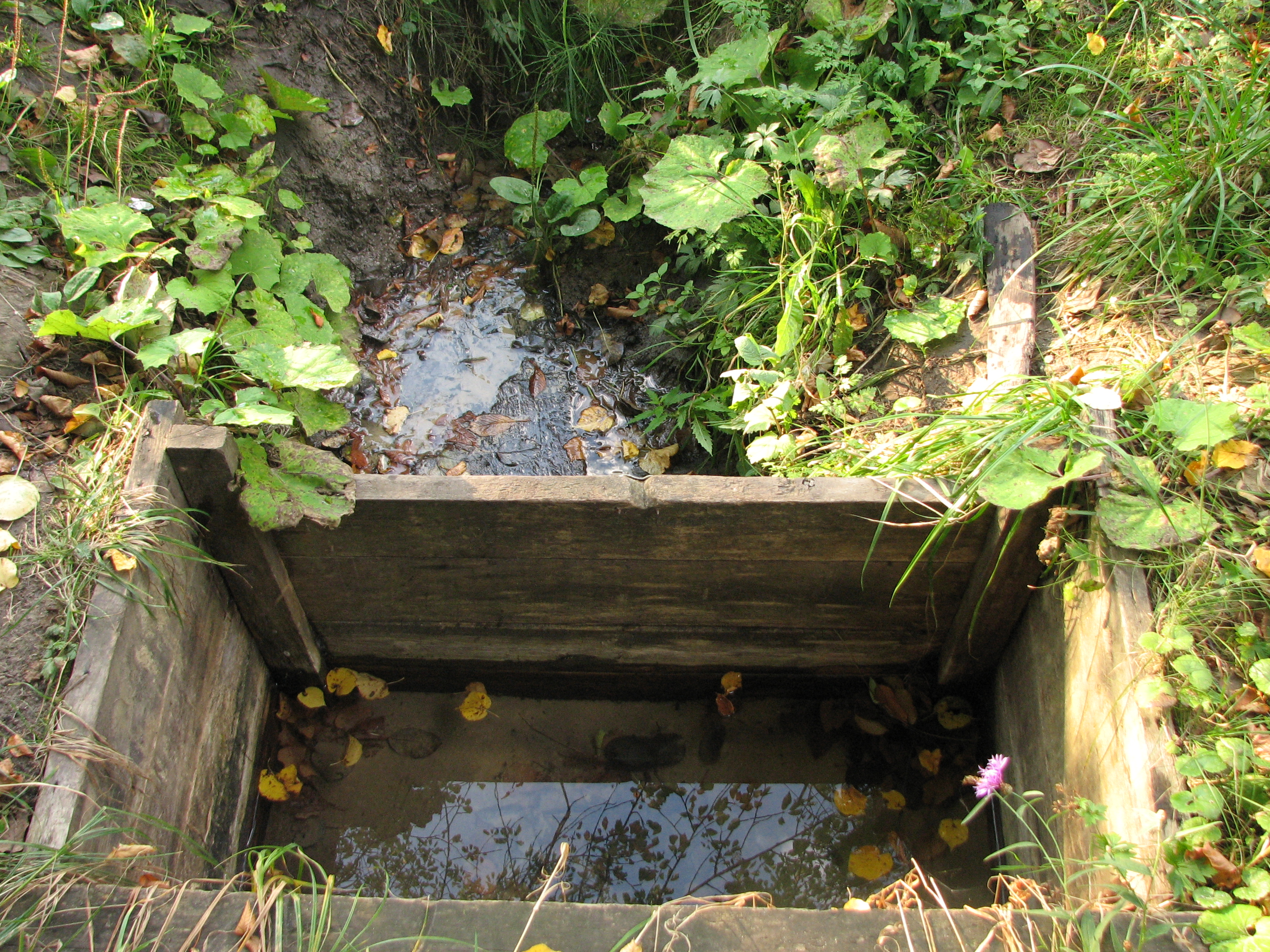
Демидова криниця